# 密帶南鰍
密帶南鰍（學名：Schistura poculi）為輻鰭魚綱鯉形目條鰍科南鰍屬的其中一種。分布於亞洲緬甸、泰國及寮國間的薩爾溫江、湄公河及湄南河流域，本魚體延長，口下位，具觸鬚3對，體色淡褐色，體側具有數十條深色橫帶，形狀不規則，背鰭基部前緣有一黑斑，尾鰭基部也有一黑斑，上下葉略戴紅色，尾鰭叉形，背鰭軟條12枚，臀鰭軟條8枚，體長可達5.9公分，棲息在礫石底質，水流平緩的河川底層水域，生活習性不明。

## 扩展阅读
維基物種上的相關：密帶南鰍